# Winkelomheide
Winkelomheide, ook De Hei genoemd, is een dorp in de stad Geel, in de Belgische provincie Antwerpen. Het is ook de grootste parochie van de stad Geel. Ten westen loopt de Grote Nete, ten zuiden ligt het Albertkanaal.
Winkelomheide is ontstaan vanuit de plaats Winkelom die aan de Grote Nete gelegen is. Het is een ontginningsdorp op een eens onvruchtbaar gebied dat is ontstaan ten gevolge van de aanleg van de verkeersweg van Geel naar Diest. Oorspronkelijk bestond het uit lintbebouwing langs deze weg en in 1901 werd het een zelfstandige parochie. In de loop van de 20e eeuw breidde het kerkdorp zich verder uit.
In het zuiden wordt Winkelomheide begrensd door het Albertkanaal, alwaar zich industrie heeft gevestigd.

## Heilig Hartkerk

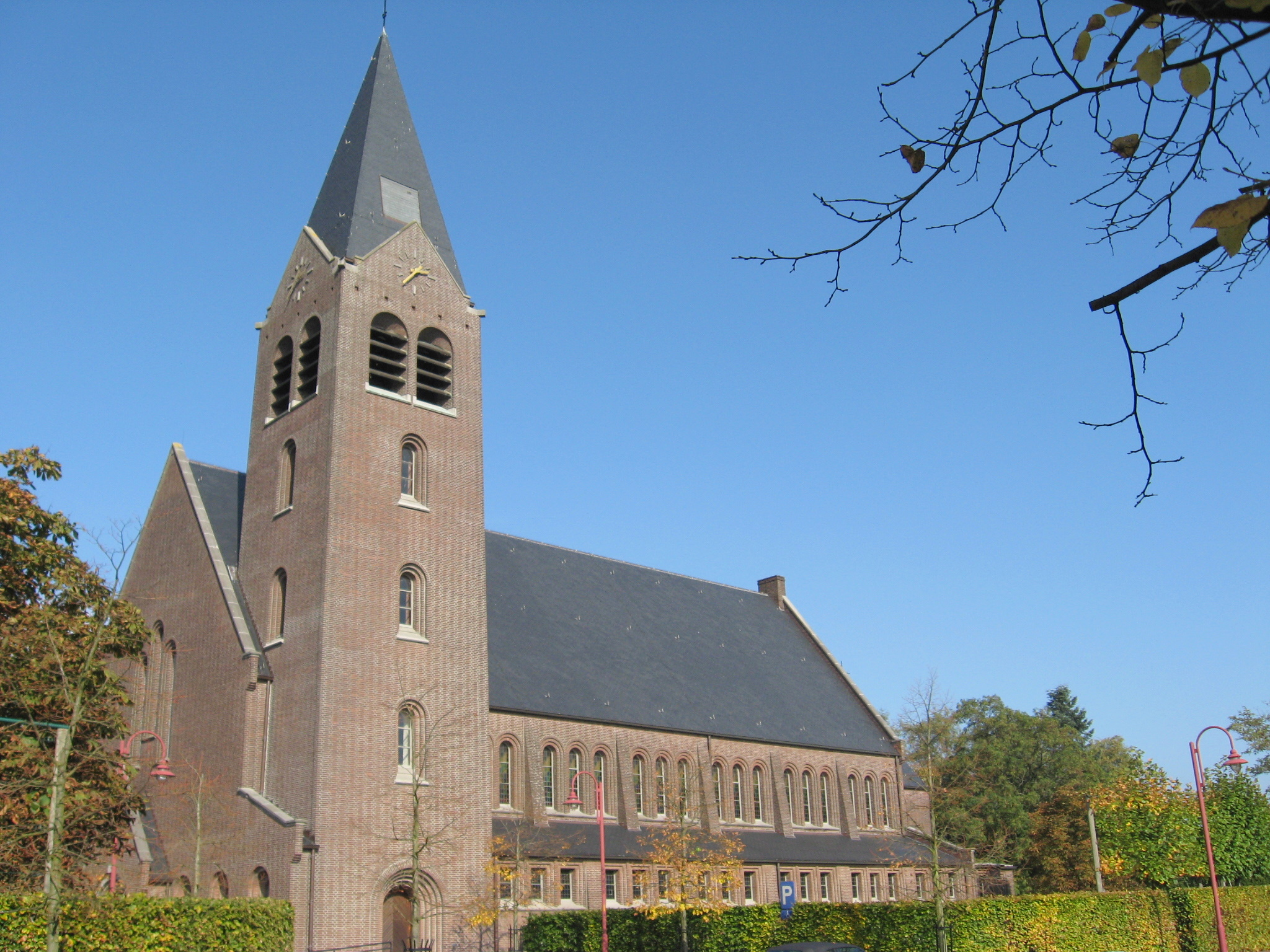
Heilig-Hartkerk te Winkelomheide

Na de stichting van de parochie in 1901 werden de kerkdiensten in de zogeheten Hoefkapel verzorgd. In 1907 begon men met de bouw van een kerk aan de Kemeldijk en in 1908 was deze klaar en voorzien van fraaie kruiswegstaties, die in de ogen van de toenmalige pastoor veel mooier waren dan "het soort pottenbakkerswerk en plaasteren mannekens die hier en daar de kerken ontsieren". Architect van de kerk was Jules Taeymans. In mei 1940 echter werd de kerk door het Belgisch leger opgeblazen. De bezetter stelde enkele soldatenbarakken ter beschikking om de kerkdiensten voortgang te laten vinden, doch toestemming voor herbouw van de kerk kreeg men niet. Pas in 1951 kon men met de bouw beginnen en in 1952 werd de Heilig-Hartkerk ingewijd. In 2002 werd de kerk gerestaureerd. Kenmerkend voor deze kerk zijn het paraboolgewelf, de ronde bogen en de overhoekse spits. Architect was S. Strauven.

## Natuur en landschap
Ten noorden van Winkelomheide ligt het natuurgebied Malesbroek aan de Grote Nete. Ten zuiden bevindt zich het Albertkanaal.

## Nabijgelegen kernen
Zittaart, Geel-Centrum, Eindhout, Winkelom